# 시오반 윌리엄스
시오반 윌리엄스(Siobhan Williams, 1991년 5월 6일 ~ )는 영국의 배우이다.
케임브리지에서 태어났다. 텔레비전 방송에서는 CBC의 하트랜드(2010년)으로 데뷔했으며 여기서 고등학교 로데오 챔피언 제이미 루이스 역을 맡았다. AMC의 헬 온 휠즈(2013년)과 블랙박스(2014년)에서 주연을 맡았고 2015년 A&E의 작품 언리얼의 각본을 최초로 작성했다.

## 영화
- 플리카: 컨츄리 프라이드 (2011년)
- 퍼블릭 스쿨 (Adventures in Public School, 2017년)